# آبچلیک دمگاه‌سفید
آبچلیک دمگاه‌سفید (نام علمی: Calidris fuscicollis) نام یک گونه از سرده آبچلیک‌ها است.